# Lisbetta Isacsdotter
Lisbetta Isacsdotter, född 1733, död 1767, var en svensk predikant, känd som Solvarfsängeln.
Lisbetta Isacsdotter insjuknade 1750 i dvala på torpet Solvarf i Tidersrums socken i Östergötland. När hon vaknade, började hon hålla predikningar med en röst som ett jollrande barn, och hennes tappade hår växte ut. En ängel påstods tala genom henne, och i tolv års tid tog hennes föräldrar emot en växande åhörarskara för att lyssna på hennes predikningar. Hennes mor påstod att hon bara åt en enda sked mjölk i månaden. År 1762 utsågs en kyrklig kommission för att avgöra om Lisbetta var en häxa eller en bedragare. Kyrkan tvingade hennes familj att isolera henne, hennes hår klipptes av och hon tvingades 1763 medge att allt hade varit ett bedrägeri. Lisbetta och hennes familj underkastades alla straff under kyrkoplikten. År 1765 fördes Lisbetta Isacsdotter till Linköpings hospital, där hon avled två år senare. 